# 우한 센터
우한 센터(중국어: 武汉中心, 영어: Wuhan Center)은 중화인민공화국 우한시에 위치한 마천루이다.

## 같이 보기
- 마천루 목록
- 아시아의 마천루 목록
- 중화인민공화국의 마천루 목록